# Randall Bartz
Randall Bartz (Roseville, 7 ottobre 1968) è un ex pattinatore di short track statunitense.

## Palmarès
Olimpiadi
- Argento a Lillehammer 1994 (staffetta)